# Hirara
Hirara (平良市 -shi) é uma cidade japonesa localizada na província de Okinawa.
Em 2003 a cidade tinha uma população estimada em 33 861 habitantes e uma densidade populacional de 521,58 h/km². Tem uma área total de 64,92 km².
Recebeu o estatuto de cidade a 7 de Março de 1947.